# Пирогівське кладовище
Пирогі́вське кладови́ще — некрополь у Голосіївському районі міста Києва. Кладовище напівзакрите, дозволяються підпоховання.
Призначалося для поховання мешканців колишнього села, а нині мікрорайону Пирогів Голосіївського району Києва. Відкрите не пізніше кінця XIX століття, закрите рішенням Виконкому КМДА № 34 від 16.01.2009 року.
При кладовищі знаходиться церква Воздвиження Хреста Господнього (УПЦ МП).